# Vittskövle sandmarks naturreservat
Vittskövle sandmarks naturreservat är ett naturreservat i Kristianstads kommun i Skåne län.
Området är naturskyddat sedan 2022 och är 8 hektar stort. Reservatet ligger strax öster om Vittskövle och består av bevuxna sanddyner.